# Reginald September
Reginald Kenneth „Reggie“ September (* 13. Juni 1923 in Wynberg, Kapprovinz; † 23. November 2013 in Kapstadt) war ein südafrikanischer Politiker und Gegner der Apartheid. Er war ein führendes Mitglied der South African Coloured People’s Organisation (SACPO) und des African National Congress (ANC).

## Leben
Septembers Eltern waren Arbeiter. Er besuchte die Trafalgar High School in Kapstadt und wurde anschließend in der Schuhindustrie ausgebildet. Bereits 1938 trat er der National Liberation League bei, die von Cissie Gool und James La Guma geleitet wurde. Er wurde führendes Gewerkschaftsmitglied, engagierte sich 1951 im Franchise Action Council (FRAC) und verbrachte zwei Jahre im Ausland. Nach seiner Rückkehr wurde er im Dezember 1953 erster Generalsekretär der SACPO. Er gehörte ab 1956 zu den Angeklagten im Treason Trial, die einige Jahre später ausnahmslos freigesprochen wurden. Während des Ausnahmezustands 1960 wurde er fünf Monate lang ohne Anklage festgehalten. 1961 wurde er erneut inhaftiert, da er nach dem Referendum 1960 die Anti-Republic Stay-at-Home Campaign (etwa „Antirepublikanische Boykott-Kampagne“) organisiert hatte. Da er auch gebannt wurde, musste er als Generalsekretär der SACPO zurücktreten.
1963 wurde er von ANC und South African Communist Party (SACP) instruiert, das Land zu verlassen. Er gelangte über Tansania nach London und war dort von 1963 bis 1978 Chief Representative (etwa: „Oberster Repräsentant“) des ANC für „das Vereinigte Königreich und das westliche Europa“. Dort war er 1969 Mitbegründer der britischen Anti-Apartheid-Bewegung. 1978 war er Mitglied des Revolutionary Council des ANC im sambischen Lusaka. 1985, bei der Kabwe-Konferenz des ANC, gehörte er zu den drei ersten Nicht-Schwarzen, die in das National Executive Committee des ANC aufgenommen wurden. 1990 kehrte er als Mitglied einer ANC-Delegation nach Südafrika zurück, die in Verhandlungen mit der Regierung eintrat, die zum Groote-Schuur-Abkommen und letztlich zur Abschaffung der Apartheid führten. Von 1994 bis 2004 war er für den ANC Mitglied der Nationalversammlung. 2013 arbeitete er als Vorsitzender des Zanethemba Community Trust und Mitglied mehrerer Gewerkschaftsführungen.
September war verheiratet. Er hatte fünf Kinder.

## Ehrungen
September wurde 2004 mit dem Order of Luthuli in Silber ausgezeichnet.